# Нянівка
Ня́нівка — село в Україні, у Малинській міській територіальній громаді Коростенського району Житомирської області. Населення становить 165 осіб (2001).

## Історія
У 1889 році в селі був приватний кінний завод, на якому у володінні дворянина Фоми Людвиковича Гурковського утримувались коні арабської та російської породи — 3 жеребці (2 арабської, 1 російської породи) та 16 маток (1 арабської, 15 російської породи).
На 1897 рік у Нянівці мешкало 749 осіб (385 чоловіків та 364 жінки), з них православних — 701.
7 листопада 1921 р. під час Листопадового рейду через Нянівку проходила Подільська група (командувач Сергій Чорний) Армії Української Народної Республіки. Вніч з 7 на 8 листопада через Нянівку слідом за нею пройшла кінна сотня цієї групи.
У 1923—54 роках — адміністративний центр Нянівської сільської ради Малинського району.

## Населення

### Мова
Розподіл населення за рідною мовою за даними перепису 2001 року:
| Мова       | Кількість | Відсоток |
| ---------- | --------- | -------- |
| українська | 162       | 98.18%   |
| російська  | 3         | 1.82%    |
| Усього     | 165       | 100%     |